# صبحي ناظم توفيق
صبحي ناظم توفيق هو ضابط ومؤلف ومؤرخ عراقي.

## السيرة
ولد عام 1943م، وسط عائلة عراقية، تركمانية من اصول شركسية، في منطقة القلعة، من محافظة كركوك، وتعلم في مدارسها الابتدائية وانهى دراسته الثانوية الفرع العلمي عام 1961م، ثم التحق بالكلية العسكرية، الدورة (41)، وتخرج منها عام 1964م، برتبة ملازم، شارك في عمليات فرض القانون في شمال العراق والتي تعرف بحركات شمال العراق من عام 1966حتى عام 1967م، كما ساهم في الحرب الإسرائيلية العربية، والتي عرفت بحرب حزيران، أو حرب عام 1967م، حيث رابط لمدة أربعة اعوام متتالية على الجبهتين، السورية والأردنية، من عام 1967 إلى عام 1971م.وكذلك في حرب الخليج الأولى التي اندلعت عام 1980م، وانتهت عام 1988م. وقد تدرَّج بالرتب العسكرية حتى احيل على التقاعد عام 1988م، برتبة عميد ركن.

## العمل العسكري
- آمر فصيل في الفوج الأول لقوات الحرس الجمهوري، والحارس الشخصي لمنزل الرئيس عبد السلام عارف (1964-1966).[2]
- معلماً لمدافع الهاون والأسلحة الساندة، في مدرسة المشاة (1971-1973).
- ضابط ركن في عدد من ألوية وفرق الجيش (1974-1975).
- آمر فوج مشاة (آلي) ميكانيكي (1976-1977).
- عمل في دائرتي العمليات والتدريب بوزارة الدفاع العراقية (1978-1980).
- آمر لواء في حرب الخليج الأولى.
- ضابط ركن في مقرات عدد من فرق وفيالق الجيش العراقي (1980-1982).
- مدرساً في كلية القيادة- جناح الضباط الاقدمين (1983).
- مدير الايفادات والدورات والوفود الخارجية بوزارة الدفاع العراقية (1984- 1988).

## العمل المدني
- محاضر في قسم التاريخ بكلية التربية، ابن رشد في جامعة بغداد (1995-1997م).
- خبير ستراتيجي وعسكري لدى مركز الدراسات الدولية (2001- 2005م).
- مصححاً لغويا في جامعة البكر للدراسات العسكرية العليا، ومعهد التاريخ العربي للدراسات العليا، ومركز الدراسات الدولية في جامعة بغداد.
- مشرفاً على بحوث ورسائل واطاريح عدد من طلبة الدراسات العليا (1983- 2003م).

## عمله عام 2003 ومابعدها
- عمل عضوا مساعدا تركمانياً، في مجلس الحكم الانتقالي لمدة شهرين، واستقال خطياً (من أيلول إلى تشرين الأول 2003).
- عمل مستشارأ في هيئة إعادة تشكيل وزارة الدفاع العراقية (من كانون الأول 2003 إلى نيسان 2004).
- عمل مستشاراً للشؤون الاستراتيجية والسياسية لنائب رئيس الوزراء عبد مطلك الجبوري (من آيار 2005 إلى تموز 2006).

## المؤهلات
- بكلوريوس علوم عسكرية من الكلية العسكرية (1964).
- ماجستير علوم عسكرية من كلية الاركان والقيادة الدورة (40) (1973-1974).
- شهادة الطيران الخصوصي، وسجَّل (300) ساعة طيران منفرد (1980).
- دكتوراه بالتاريخ العربي-الإسلامي (1992-1995).

## من مؤلفاته
له عدد من المؤلفات التي تناول فيها الجانب العسكري والتي اصدرتها وزارة الدفاع، ومؤلفات على نفقته الخاصة، واخرى وثائقية اصدرها بيت الحكمة في بغداد بين الاعوام (2000-2003) تتحدث عن الحياة السياسية ومنها:

### إصدار وزارة الدفاع
- دليل العسكريين الموفدين خارج العراق (1979).
- الترشيخ والاختبار للدورات خارج العراق (1983).
- الطائرات الحربية المستخدمة في العالم (1984).
- الطائرات السمتية المستخدمة في العالم (1985).
- طائرات النقل المستخدمة في العالم (1985).

### إصدارات على نفقته الخاصة
- الطيران البحري وحاملات الطائرات (1985).
- احدث الطائرات الحربية في العالم (اربع طبعات 1985-1989).
- الطائرات السمتية في العالم (طبعتان 1986-1988).
- العمليات العسكرية اليابانية خلال الحرب العالمية الثانية (ثلاث طبعات 1988-1990).

### إصدار بيت الحكمة
- موقف تركيا من قضية فلسطين.
- تركيا والتحالفات السياسية.
- الميثاق البلقاني ومعاهدة مونترو.
- الحلف البلقاني والمعاهدة البريطانية- الفرنسية- التركية.
- الحلف الاطلسي وحلف بغداد.
- اوضاع الوطن العربي وقضاياه.

### إصدارات أخرى
- الرئيس عبد السلام محمد عارف-كما رأيته (لندن 2007).
- العراق تحت ظلال البعث (1968-2003)، من يوميات ضابط ركن عراقي.
- حرب الكويت (1991)، من يوميات ضابط ركن عراقي.
- انهيار نظام صدام حسين (2003)، من يوميات ضابط ركن عراقي.

## مقالاته
للدكتور صبحي ناظم توفيق عدد من المقالات منها:
- لماذا وكيف قصفتنا طائرات إسرائيل بعنف؟[4]
- هل قدمت أمريكا سلاحا للعراق خلال حربه مع إيران؟
- عملية عفرين...ما لتركيا...وماعليها.
- ما أعرفه عن الفريق أول الركن عبد الجبار شنشل.
- معايشتي لمصرع الرئيس عبد السلام محمد عارف.[5]

## الهجرة
في عام 2006 ترك جميع ارتباطاته واعماله الرسمية في العراق التي كان قد عمل بها منذ 2003، وهاجر إلى الأردن، ثم انتقل إلى سوريا، ثم إلى تركيا، متفرغاً للكتابة والتأليف.وأشترك احيانا في بعض المؤتمرات الدولية مثل:
- مؤتمر حوار الحضارات المنعقد بمدينة بطرسبورغ بروسيا الاتحادية (2007).[6]